# Episodi di Archer (settima stagione)
La settima stagione della serie animata Archer, composta da 10 episodi, è andata in onda sul canale televisivo FX, dal 31 marzo al 2 giugno 2016.
In Italia la stagione è stata resa interamente disponibile il 1º ottobre 2016, dal servizio di video on demand Netflix.
| nº | Codice di produzione | Titolo originale       | Titolo italiano          | Prima TV USA   | Pubblicazione Italia |
| -- | -------------------- | ---------------------- | ------------------------ | -------------- | -------------------- |
| 1  | XAR07001             | The Figgis Agency      | L'agenzia Figgis         | 31 marzo 2016  | 1º ottobre 2016      |
| 2  | XAR07002             | The Handoff            | Lo scambio               | 7 aprile 2016  | 1º ottobre 2016      |
| 3  | XAR07003             | Deadly Prep            | Dannato liceo            | 14 aprile 2016 | 1º ottobre 2016      |
| 4  | XAR07004             | Motherless Child       | Senza madre              | 21 aprile 2016 | 1º ottobre 2016      |
| 5  | XAR07005             | Bel Panto: Part I      | La Zarina: Parte 1       | 28 aprile 2016 | 1º ottobre 2016      |
| 6  | XAR07006             | Bel Panto: Part II     | La Zarina: Parte 2       | 5 maggio 2016  | 1º ottobre 2016      |
| 7  | XAR07007             | Double Indecency       | Doppia indecenza         | 12 maggio 2016 | 1º ottobre 2016      |
| 8  | XAR07008             | Liquid Lunch           | Pasto liquido            | 19 maggio 2016 | 1º ottobre 2016      |
| 9  | XAR07009             | Deadly Velvet: Part I  | Velluto mortale: Parte 1 | 26 maggio 2016 | 1º ottobre 2016      |
| 10 | XAR07010             | Deadly Velvet: Part II | Velluto mortale: Parte 2 | 2 giugno 2016  | 1º ottobre 2016      |

## L'agenzia Figgis

Da sinistra a destra: Cyril, Ray, Pam, Cheryl, Archer, Lana e Malory.

- Titolo originale: The Figgis Agency
- Scritto da: Adam Reed

### Trama
Dopo la definitiva chiusura dell'ISIS, la squadra ha deciso di aprire un'agenzia di investigazione privata a Los Angeles, di cui Cyril viene nominato il proprietario, essendo l'unico a possedere l'abilitazione a detective privato. La loro prima cliente sarà la famosa attrice di Hollywood, Veronica Deane.
- Guest star: Ona Grauer (impersonatrice di Veronica Deane), Keegan-Michael Key (detective Diedrich), Patton Oswalt (Alan Shapiro) e J. K. Simmons (detective Harris).
- Ascolti USA: telespettatori 1.067.000[3].

## Lo scambio
- Titolo originale: The Handoff
- Scritto da: Adam Reed

### Trama
Archer e Lana vengono incaricati, per conto di Veronica Deane, di gestire un compromettente scambio.
- Guest star: Patton Oswalt (Alan Shapiro).
- Ascolti USA: telespettatori 754.000[4].

## Dannato liceo
- Titolo originale: Deadly Prep
- Scritto da: Adam Reed

### Trama
Un compagno di liceo che spesso bullizzava Archer, incarica il vecchio compagno di ucciderlo nel sonno. Archer si troverà però coinvolto in una disputa con un altro bullo della sua adolescenza.
- Guest star: Jon Daly (Richard "Ivy" Stratton IV), Jon Glaser (Trent Whitney) e Keegan-Michael Key (detective Diedrich).
- Ascolti USA: telespettatori 787.000[5].

## Senza madre
- Titolo originale: Motherless Child
- Scritto da: Adam Reed

### Trama
Barry, ormai solo un endoscheletro, si presenta all'agenzia Figgis con l'incarico di rintracciare la sua madre naturale.
- Guest star: Ron Leibman (Ron Cadillac) e Dave Willis (Barry Dylan).
- Ascolti USA: telespettatori 794.000[6].

## La Zarina: Parte 1
- Titolo originale: Bel Panto: Part I
- Scritto da: Adam Reed

### Trama
L'avvocato di Veronica Deane, Alan Shapiro, incarica tutta la squadra di infiltrarsi alla festa di Veronica, per difendere la donna ed evitare il furto della sua preziosa collana: la Zarina.
- Guest star: John O'Hurley (Ellis Crane) e Patton Oswalt (Alan Shapiro).
- Ascolti USA: telespettatori 676.000[7].

## La Zarina: Parte 2
- Titolo originale: Bel Panto: Part II
- Scritto da: Adam Reed

### Trama
Archer, Lana e Pam, travestiti come i clown che li tengono in ostaggio, tentano di salvare i loro compagni e tutti gli ostaggi. La polizia, all'esterno della casa, intanto tenta di decidere sul da farsi.
- Guest star: Keegan-Michael Key (detective Diedrich), John O'Hurley (Ellis Crane), Patton Oswalt (Alan Shapiro) e J. K. Simmons (detective Harris).
- Ascolti USA: telespettatori 834.000[8].

## Doppia indecenza
- Titolo originale: Double Indecency
- Scritto da: Adam Reed

### Trama
Gli uomini e le donne della squadra vengono incaricati separatamente, da marito e moglie, di sedurre i rispettivi consorti. Gli uomini decidono così di scommettere su Cyril e Krieger, mentre le donne su Cheryl/Carol e Pam.
- Ascolti USA: telespettatori 760.000[9].

## Pasto liquido
- Titolo originale: Liquid Lunch
- Scritto da: Adam Reed

### Trama
Una missione, affidata da Slater all'agenzia, mette a dura prova il rapporto tra Archer e Lana.
- Guest star: Christian Slater (Slater).
- Ascolti USA: telespettatori 704.000[10].

## Velluto mortale: Parte 1
- Titolo originale: Deadly Velvet: Part I
- Scritto da: Adam Reed

### Trama
L'agenzia Figgis viene incaricata dal regista Ellis Crane di proteggere l'ex moglie Veronica Deane, sul set del suo nuovo film.
- Guest star: Keegan-Michael Key (detective Diedrich), John O'Hurley (Ellis Crane), Patton Oswalt (Alan Shapiro) e J. K. Simmons (detective Harris).
- Ascolti USA: telespettatori 759.000[11].

## Velluto mortale: Parte 2
- Titolo originale: Deadly Velvet: Part II
- Scritto da: Adam Reed

### Trama
Lana viene incastrata per l'omicidio di Ellis Crane e Archer, per salvare la donna che lui ama, organizza un piano per consegnare alla giustizia la vera responsabile, Veronica Deane.
- Guest star: Keegan-Michael Key (detective Diedrich), Patton Oswalt (Alan Shapiro) e J. K. Simmons (detective Harris).
- Ascolti USA: telespettatori 708.000[12].